# Cantón de La Chambre
El cantón de La Chambre (en francés canton de La Chambre) era una división administrativa francesa, que estaba situada en el departamento de Saboya y la región de Ródano-Alpes.

## Composición
El cantón estaba formado por catorce comunas:
- La Chambre
- La Chapelle
- Les Chavannes-en-Maurienne
- Montaimont
- Montgellafrey
- Notre-Dame-du-Cruet
- Saint-Alban-des-Villards
- Saint-Avre
- Saint-Colomban-des-Villards
- Sainte-Marie-de-Cuines
- Saint-Étienne-de-Cuines
- Saint-François-Longchamp
- Saint-Martin-sur-la-Chambre
- Saint-Rémy-de-Maurienne

## Supresión del cantón
En aplicación del decreto nº 2014-272 del 27 de febrero de 2014, el cantón de La Chambre fue suprimido el 1 de abril de 2015 y sus 14 comunas pasaron a formar parte del cantón de Saint-Jean-de-Maurienne.